# مالكوم برنس
مالكوم برنس (بالإنجليزية: Malcolm Prince)‏ هو منتج راديو ‏ بريطاني، ولد في القرن العشرين.